# Verein für Rheinische Kirchengeschichte
Der Verein für Rheinische Kirchengeschichte (VRKG) ist ein 1953 gegründeter Verein zur Erforschung und Pflege der Kirchengeschichte im Bereich der Evangelischen Kirche im Rheinland. Ursprünglich stark der konfessionellen Identitätsbildung verpflichtet, arbeitet er heute in Kooperation mit anderen regional- und konfessionshistorischen Verbänden mit wissenschaftlichen Ansprüchen zusammen.

## Vorgeschichte und Vereinsgründung

### Vorläufervereine im 19. Jahrhundert
Zur Erforschung der Geschichte der ehemaligen Herzogtümer Jülich, Kleve und Berg wurde im Jahr 1863 der Bergische Geschichtsverein gegründet. Die Zusammensetzung seines Vorstandes und eine aktive Trägerschaft im Wuppertaler Bürgertum gaben dem Verein eine protestantische Prägung; er war das evangelische Pendant zum katholisch ausgerichteten Historischen Verein für den Niederrhein. Bis zum Ersten Weltkrieg lag das Hauptgewicht der Zeitschrift des Bergischen Geschichtsvereins auf dem Gebiet der evangelischen Kirchengeschichte, insbesondere der Reformationsgeschichte.
Stärker der theologischen Wissenschaft verpflichtet war der am 24. November 1868 gegründete Rheinische Wissenschaftliche Predigerverein, dessen Hauptzweck der wissenschaftliche Austausch zwischen der Bonner theologischen Fakultät und interessierten Theologen im kirchlichen Dienst war. Der Vorstand dieses auch stark historisch orientierten Vereins setzte sich paritätisch aus Vertretern der Rheinischen Provinzialkirche und der Bonner Fakultät zusammen.

### Evangelische Kirchengeschichtliche Zeitschriften im Rheinland vor dem Ersten Weltkrieg
Das Publikationsorgan des Rheinischen Wissenschaftlichen Predigervereins, die Theologischen Arbeiten aus dem Rheinischen Wissenschaftlichen Predigerverein, in denen nach den Statuten auch Beiträge zur rheinischen Kirchengeschichte enthalten sein sollten, galt seit Beginn des 20. Jahrhunderts als Zeitschrift für evangelische Kirchengeschichte des Rheinlandes und enthielt ausführliche historisch-wissenschaftliche Abhandlungen. Die auf Initiative von Pfarrer Wilhelm Rotscheidt 1907 ins Leben gerufenen Monatshefte für Rheinische Kirchengeschichte publizierten dagegen kleinere Beiträge, Quelleneditionen sowie biographische und gemeindegeschichtliche Aufsätze. Beide Publikationsorgane wurden von der Rheinischen Provinzialsynode regelmäßig finanziell unterstützt.

### Institutionalisierung der rheinischen Kirchengeschichte in der Zeit der Weimarer Republik
Auf Initiative des Präses der rheinischen Provinzialsynode Walther Wolff wurde zum 1. Juli 1927 das mit der Pfarrstelle Diersfordt bei Wesel verbundene Provinzialkirchliche Amt zur Pflege Rheinischer Kirchengeschichte gegründet. Hauptaufgabe des ersten Amtsinhabers Heinrich Müller war es, die vielfach zersplitterte Arbeit an der rheinischen evangelischen Kirchengeschichte zusammenzufassen und insbesondere die Zusammenarbeit mit den Monatsheften für Rheinische Kirchengeschichte und dem bereits seit 1853 bestehenden Provinzialkirchenarchiv zu koordinieren. Dies geschah durch die Konstituierung der Arbeitsgemeinschaft für Kirchengeschichte, die seit 1927 zu jährlichen Fachsitzungen (mit Ausnahme der Jahre 1929, 1932 und 1935) zusammentrat. 1943 mussten die Monatshefte für Rheinische Kirchengeschichte ihr Erscheinen kriegsbedingt einstellen. Der Rheinische Wissenschaftliche Predigerverein und seine Theologischen Arbeiten überstanden den Zweiten Weltkrieg ebenfalls nicht.

### Gründung des Vereins für Rheinische Kirchengeschichte nach dem Zweiten Weltkrieg
Nach Ende des Zweiten Weltkriegs und der Konstituierung der Evangelischen Kirche im Rheinland als eigenständige Landeskirche erfolgte Anfang der 1950er Jahre eine Neuorganisation der rheinischen Kirchengeschichtsforschung. Die 1927 gebildete Arbeitsgemeinschaft für Kirchengeschichte bestand weiter fort. Da der Rheinische Wissenschaftliche Predigerverein nicht wiedererstand, wurde am 8. April 1953 der Verein für Rheinische Kirchengeschichte gegründet. Sein Publikationsorgan wurden die bereits seit 1952 unter neuem Namen erscheinenden Monatshefte für Evangelische Kirchengeschichte des Rheinlandes (seit 2013 Jahrbuch für Evangelische Kirchengeschichte des Rheinlandes). Die Geschäftsstelle des Vereins wurde beim Archiv der Evangelischen Kirche im Rheinland angesiedelt. Mit dieser Institution bestand insbesondere in der Zeit der Archivleiter Walter Schmidt (bis 1976) und Dietrich Meyer (1976–2000) auch eine intensive inhaltliche Zusammenarbeit.

## Vereinsstruktur und Tätigkeitsschwerpunkte

### Vorstand und Beirat
Der Verein wird von einem auf sechs Jahre gewählten Vorstand geleitet. Ein Beirat dient der Förderung der wissenschaftlichen Arbeit des Vereins und ihrer werbenden Darstellung nach außen.

### Liste der Vorsitzenden
- 1953–1955: Heinrich Müller (1880–1970), Pfarrer, Superintendent, 1927–1965 Leiter des Amts zur Pflege Rheinischer Kirchengeschichte
- 1955–1965: Wilhelm Classen (1903–1965), Archivar, 1952–1965 Leiter der Landesarchivverwaltung Nordrhein-Westfalen, Referent für Archivwesen im Kultusministerium des Landes Nordrhein-Westfalen
- 1966–1989: Helmut Dahm (1913–1996), Archivar, 1965–1978 Leiter der Landesarchivverwaltung Nordrhein-Westfalen, Referent für Archivwesen im Kultusministerium des Landes Nordrhein-Westfalen
- 1989–2008: Rudolf Mohr (1933–2013), Pfarrer
- seit 2008: Andreas Mühling (* 1961), Professor für evangelische Kirchengeschichte und Leiter des ökumenischen Instituts für interreligiösen Dialog an der Universität Trier

### Vereinstätigkeit

#### Jahrestagung
Der Verein für Rheinische Kirchengeschichte hält jährlich eine Jahrestagung ab, in deren Rahmen die Mitgliederversammlung stattfindet. Die Jahrestagung steht unter einem historischen Rahmenthema, zu dem mehrere Fachvorträge gehalten werden. Die Vorträge werden anschließend im Jahrbuch für evangelische Kirchengeschichte des Rheinlandes publiziert.

#### Publikationen
Jahrbuch
Der Verein für Rheinische Kirchengeschichte gibt das Jahrbuch für Evangelische Kirchengeschichte des Rheinlandes heraus, das von 1952 bis 2012 unter dem Titel Monatshefte für Evangelische Kirchengeschichte des Rheinlandes erschienen ist und die Tradition der zwischen 1907 und 1943 erschienenen Monatshefte für Rheinische Kirchengeschichte fortführt.
Schriftenreihe
In der Schriftenreihe des Vereins für Rheinische Kirchengeschichte (SVRKG) werden größere wissenschaftliche Monographien, Quelleneditionen und Tagungsbeiträge publiziert. Auch das vierbändige neue rheinische Pfarrerbuch und das fünfbändige Handbuch Evangelische Kirchengeschichte im Rheinland erscheinen in der Schriftenreihe.
Kleine Reihe
In der Kleinen Reihe der Schriftenreihe des Vereins für Rheinische Kirchengeschichte werden Arbeiten publiziert, die für einen Aufsatz im Jahrbuch zu umfangreich und für einen eigenen Band in der Schriftenreihe zu klein sind.
Faksimile-Edition
In der Faksimile-Edition des Vereins für Rheinische Kirchengeschichte erschienen zwischen 1987 und 2002 fünf frühneuzeitliche Erbauungsschriften im Faksimiledruck.

#### Exkursionen
Seit 2009 bietet der Verein für Rheinische Kirchengeschichte unter der Überschrift Historische Streifzüge durch das evangelische Rheinland Tagesexkursionen zu kirchengeschichtlich interessanten Stätten an.